# Tony Peyton
Charles Anthony Peyton, detto Tony (Elyria, 3 marzo 1921 – Midland, 23 luglio 2007), è stato un cestista statunitense, professionista nella NBL.

## Carriera
Giocò per una stagione nella NBL, disputando 18 partite con 2,4 punti di media.